# Стерн, Раффаэле
Раффаэле Стерн (итал. Raffaele Stern, 13 мая 1774, Рим — 1820, Рим) — итальянский архитектор.

## Биография
Раффаэле Стерн родился в Риме в семье потомственных художников: архитекторов и живописцев, восходящих к переехавшему в Италию немецкому живописцу Игнацу Штерну. Его отец (внук Игнаца Штерна) — архитектор Джованни Стерн (1734—1794), работал в Риме. Начальное обучение и профессиональная подготовка Раффаэле проходили под руководством отца, «помощника архитектора муниципалитета Рима и архитектора папских дворцов».
Раффаэле был одним из самых ярких представителей архитектуры итальянского неоклассицизма. Он проектировал Золотой зал Палаццо Киджи в Риме (1765—1767) в утончённом стиле раннего неоклассицизма, дополненного тонкими орнаментальными греко-римскими мотивами и мебелью в стиле позднего рококо. Отдельные темы и мотивы этого стиля заимствованы из «репертуара римских древностей Пиранези, иконографии Геркуланума и Помпей и графических фантазий Шарля-Луи Клериссо… Модный вкус, в то время импортированный Робертом Адамом в Гран-при, но также заимствованный из памятников эпохи Возрождения и переосмысленный в ключе элегантности, отмеченной гармонией в манере Винкельмана». В этом пространном определении названы основные источники творчества Раффаэле Стерна: эстетическая теория И. И. Винкельмана, рисунки античных памятников Ш.-Л. Клериссо, фантастические офорты Дж. Б. Пиранези, творческая переработка античных и ренессансных мотивов в работах английского архитектора Р. Адама.
В 1805—1806 годах Раффаэле Стерн разработал план нового крыла (Braccio Nuovo) Музея Кьярамонти в Ватикане. Он был одним из авторов Фонтана диоскуров на Квиринальской площади (1782—1818).
В 1811 году, в период формирования северо-восточного Королевства Италии, Раффаэле Стерн переоборудовал Квиринальский дворец под королевскую резиденцию, представив чертежи вместе с придворным архитектором П. Фонтеном самому Наполеону Бонапарту в Париже (1814). Вместе с другими римскими архитекторами Стерн участвовал в благоустройстве нового Рима как «свободного имперского города» (фр. Ville Libre et Imperiale de Rome).
В 1812 году Раффаэле Стерн начал преподавать в Римской Академии Святого Луки, только что реформированной Наполеоном. Среди его учеников был Луиджи Полетти. После падения Наполеона в 1814 году Стерн получил назначение «архитектора дворцов Его Святейшества», после чего папа Пий VII по рекомендации скульптора Антонио Кановы, президента Академии Святого Луки, в 1817 году поручил ему реализовать ранее разработанный план Нового крыла Музея Кьярамонти в Ватикане. Завершал строительство Паскуале Белли в 1822 году.
В 1818—1821 годах Стерн руководил реставрационными работами в древнеримских Колизее и арке Тита на Римском форуме, продолженными в 1822—1824 годах Джузеппе Валадье. Именно Стерн настоял на срочных работах по укреплению и консервации сохранившейся части внешнего кольца Колизея.

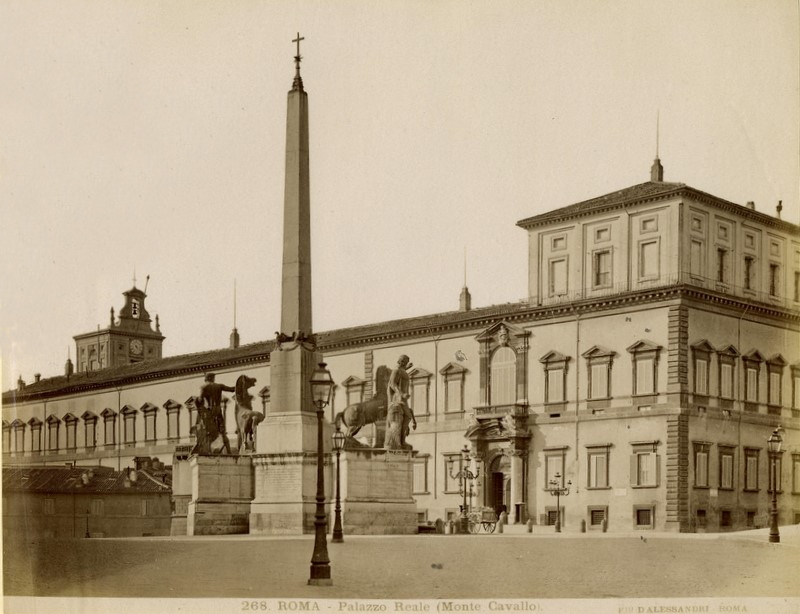
Фонтан диоскуров на Квиринальской площади в Риме. 1782—1818. Фотография между 1870 и 1893
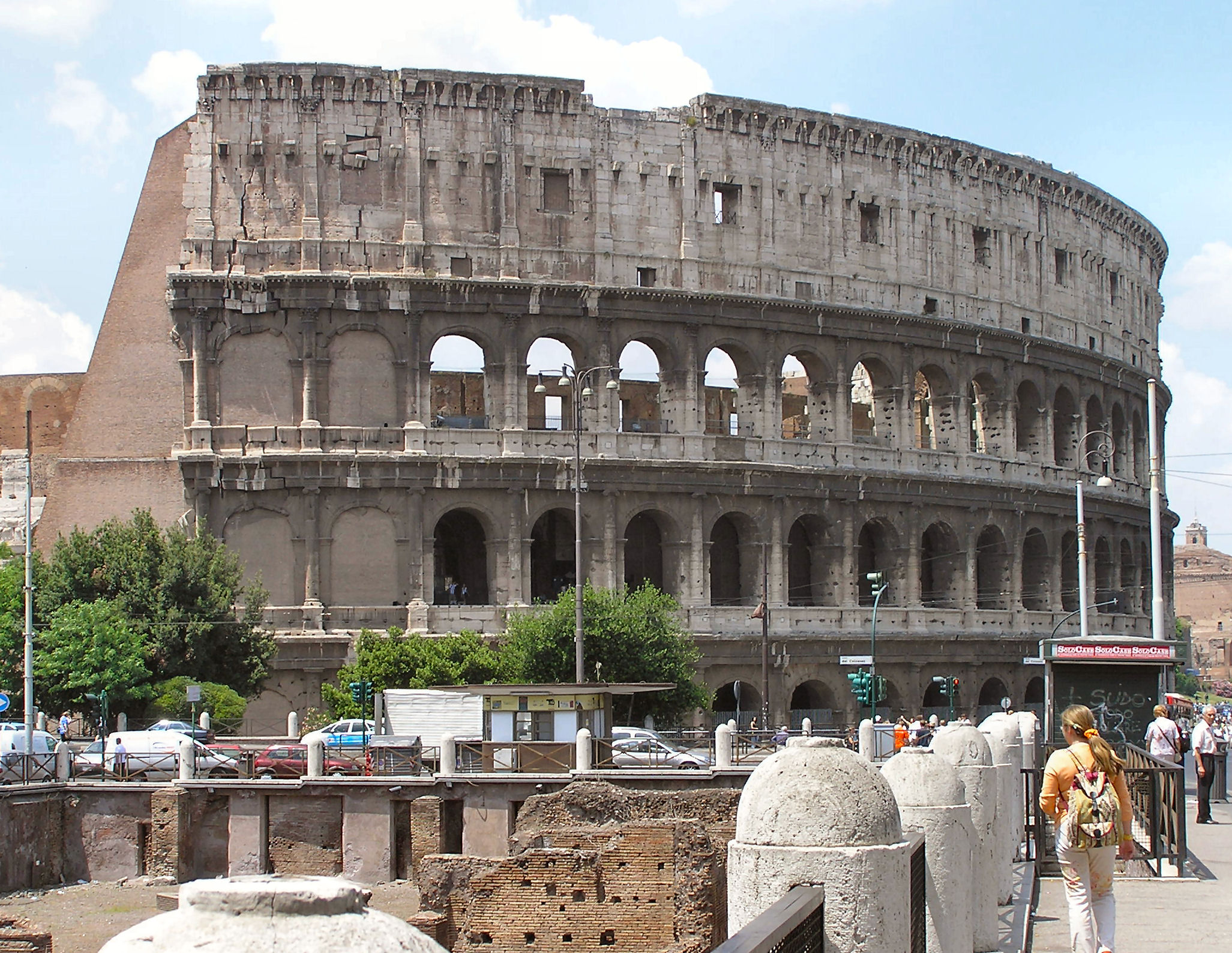
Внешнее кольцо древнеримского Колизея. Реставрация Р. Стерна
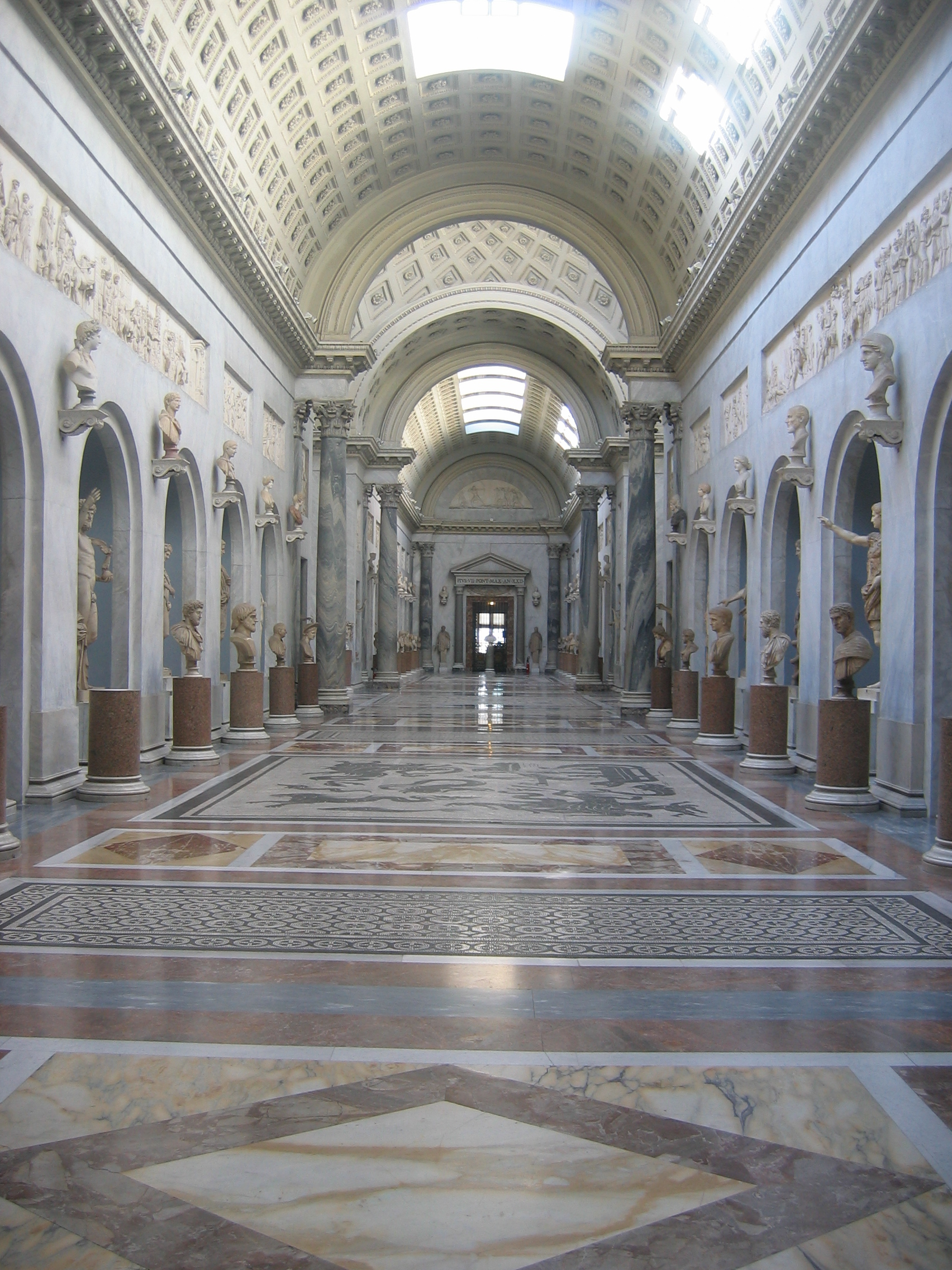
Новое крыло Музея Кьярамонти в Ватикане. 1822
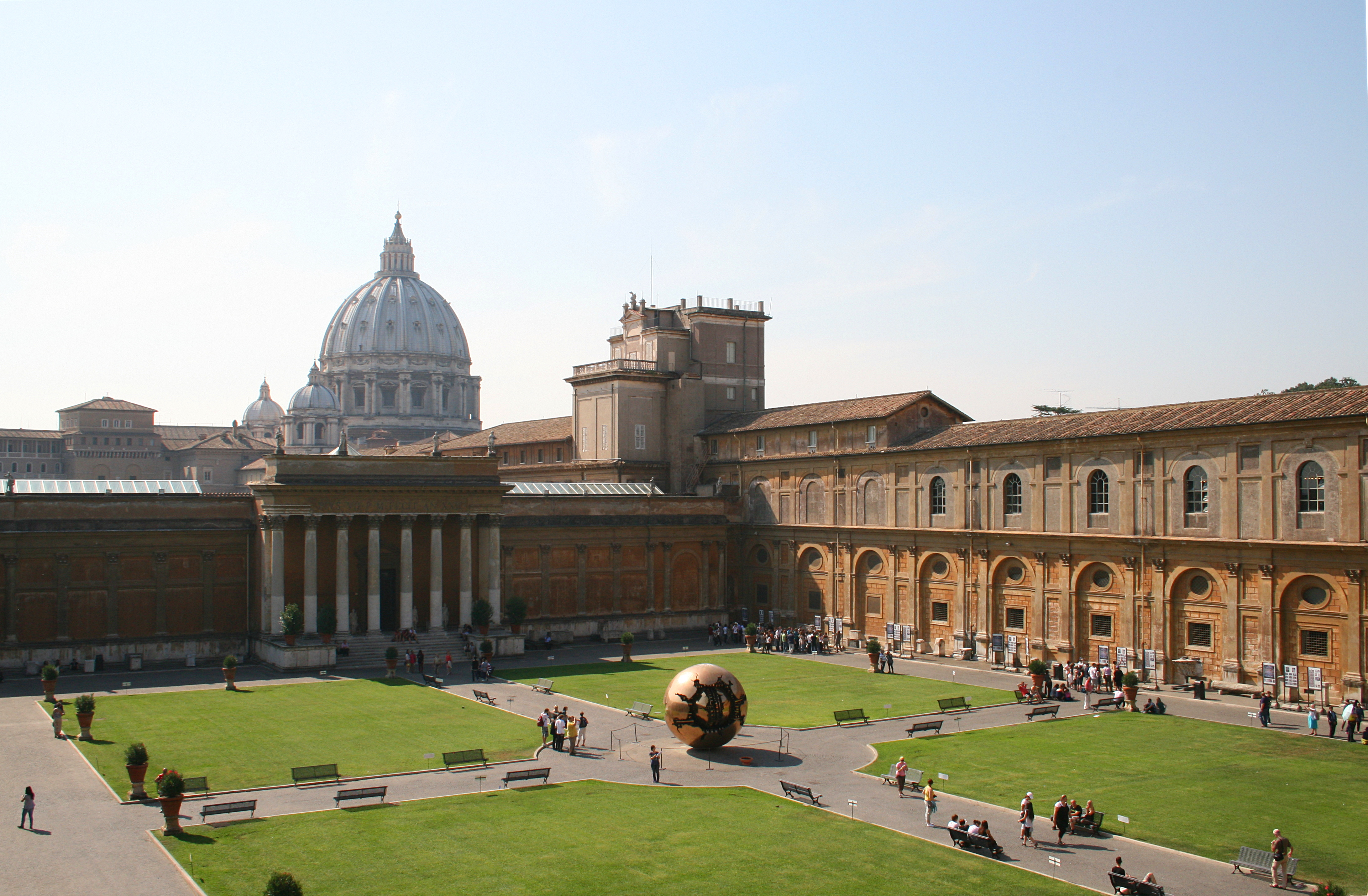
Двор пинии (Cortile della Pigna) дворца Бельведер и Новое крыло Музея Кьярамонти в Ватикане. 1817—1822